# Оперативное командование многонациональными силами НАТО
Оперативное командование многонациональными силами НАТО (англ. Multinational Support Service Operative Command, MN SSOC) появилось на свет 1 июля 2013 года. Штаб-квартира командования находится в немецком городе Ульм. В подчинении командования состоят части бывшего американо-германского корпуса: 1-я бронетанковая дивизия США, 10-я танковая дивизия ФРГ . Основная задача новой структуры - подготовка кадров для многонациональных сил НАТО и Боевой группы ЕС, а также их материально-техническое обеспечение в период гуманитарных и миротворческих миссий.

## История
После расформирования американо-германского корпуса в 2005 году численность военнослужащих в гарнизоне Ульма снизилась с 60 тысяч до 18 тысяч человек. Как составная часть Европейской политики безопасности и обороны штаб-квартира оперативного командования призвана нести следующие функции: военная разведка, планирование и проведение боевых операций, подготовка личного состава в рамках совместных учений на территории ФРГ, взаимодействие между партнёрами по НАТО, работа со СМИ, финансирование развития инфраструктуры, логистическая и санитарная службы. В 2009 году к задачам командования добавились миссии по поддержанию оперативной готовности сил EUFOR.

## Структура управления
Во главе командования находится один из генералов бундесвера (сейчас это генерал-лейтенант Юрген Кнаппе). Его заместитель представляет европейскую страну-партнёра по НАТО (в 2018 году - генерал-майор Шандор Фукс из Венгрии). Начальник штаба: генерал-майор бундесвера.
При штаб-квартире служат 450 человек, из них 170 представляют иностранные армии. В декабре 2016 года в составе оперативного командования значились офицеры из 13 государств. Во время учений многонациональные силы НАТО используют английский язык.